# 2050
|  | Denne artikel beskriver en fremtidig begivenhed Denne artikel eller sektion handler om planlagt eller forventet fremtidig begivenhed. Der kan forekomme spekulativ information, og indholdet kan ændres dramatisk når begivenheden nærmer sig og mere information bliver tilgængelig. |

| 2050               |
| ------------------ |
| Dødsfald - Fødsler |
|                    |

| Gregoriansk kalender | 2050 MML                |
| Ab urbe condita      | 2803                    |
| Armensk kalender     | 1499 ԹՎ ՌՆՂԹ            |
| Kinesiske kalender   | 4746 – 4747 己巳 – 庚午 |
| Etiopisk kalender    | 2042 – 2043             |
| Jødisk kalender      | 5810 – 5811             |
| Hindukalendere       |                         |
| - Vikram Samvat      | 2105 – 2106             |
| - Shaka Samvat       | 1972 – 1973             |
| - Kali Yuga          | 5151 – 5152             |
| Iransk kalender      | 1428 – 1429             |
| Islamisk kalender    | 1473 – 1474             |

2050 (MML) begynder året på en lørdag. Påsken falder dette år den 10. april.
Se også 2050 (tal)

## Forudsigelser og planlagte hændelser
- Grundet fedmeepidemien vil 12% af den amerikanske befolkning, svarende til næsten 50 millioner, lide af sukkersyge i 2050[1].
- Den hollandske forsker David Levy forudser i sin bog Sex med robotter: Evolution af forholdet mellem mennesker og robotter (2008) at mennesker i 2050 vil have sex og blive gift med robotter[2][3][4].
- SAS vil have CO2-neutral flyvning i år 2050[5].

### Miljø
- Det Globale Vindenergiråd (GWEC) skønner at 30% af verdens energi kan stamme fra vindmøller i år 2050[6].
- Overfiskning vil stort set have udryddet 29 fiskearter[7].
- FN vurderer at mere end to millioner mennesker i 48 lande vil mangle rent vand i 2050[8].

### Demografi
- I 2050 vil den danske middellevealder være på hhv. 83 for mænd og 86 for kvinder.
- En stigende fødselsfrekvens blandt danske kvinder betyder at fødselsraten vil stige fra 1,8 barn per kvinde i 2004 til 2 børn per kvinde i 2050[9].
- En kronisk lav fødselsrate i Tyskland vil bevirke at befolkningsantallet vil falde fra 82 millioner i 2006 til mellem 69 og 74 millioner i 2050. Samtidigt vil befolkningen ældes voldsomt, så der i 2050 vil være dobbelt så mange 60-årige som nyfødte tyskere[10]
- En fjerdedel af verdens befolkning, svarende til omkring 2 milliarder mennesker vil være over 60 år[11].
- Hvide amerikanere vil være i minoritet i 2050[12].

## Bøger
- 1984 (1949) af George Orwell (1903 – 1950) – sproget nysprog bliver det officielle sprog i Oceanien.
- "The Weed of Time" novelle af Norman Spinrad (f. 1940) – den første bemandede mission til Tau Ceti returnerer til jorden den 8. september, medbringende en tids-ekspanderende plante tempis ceti.